# Moteur M 112 Mercedes-Benz
Les moteurs Mercedes-Benz M112 sont une famille de moteurs V6 thermique automobile à combustion interne, à 4 temps, à allumage commandé utilisés dans les années 2000. Introduit en 1998, il s'agit du premier moteur V6 jamais construit par Mercedes. Peu de temps après, le V8 M113 dérivé a été introduit.
Cette série de moteurs était construite à Bad Cannstatt, en Allemagne, à l'exception de la version C32 AMG suralimentée, qui fut assemblée à Affalterbach, en Allemagne.
Tous les moteurs M112 ont des blocs moteurs en aluminium (Alusil) avec un angle en V de 90°. Les culasses SOHC en aluminium ont 3 soupapes par cylindre. Tous utilisent l'injection séquentielle de carburant avec deux bougies d'allumage par cylindre. Tous sont équipés de bielles en acier forgé, d'un arbre à cames coulé monobloc, de pistons en aluminium revêtus de fer et d'un collecteur d'admission en magnésium. Pour faire face aux problèmes de vibration d'un V6 à 90 degrés, un arbre d'équilibrage a été installé dans le bloc moteur entre les rangées de cylindres. Cela a essentiellement éliminé les problèmes de vibration de premier et de second ordre.

## E24
Le E24 est une version du M112 d'une cylindrée de 2,4L (2 398 cc). L'alésage et la course sont de 83,2 mm x 73,5 mm. . Le moteur produit 168 ch à 5900 tr/min et 225 Nm de couple entre 3000 et 5500 tr/min. Le taux de compression est de 10,0:1,.
Applications:
- 1996–2000 W202 C 240
- 1998–2000 W210 E 240

## E26
Le E26 est une version de 2,6L (2 597 cc). L'alésage et la course sont de 89,9 mm x 68,2 mm. La puissance est de 168 ch à 5 500 tr/min et le couple est de 240 Nm de couple à 4 500 tr/min dans toutes ses applications sauf dans la Classe E W211 de 2003 à 2005 où la puissance est passée à 174 ch ,,. Le taux de compression est porté à 10,5:1,.
Applications:
- 2000–2005 W203 C 240
- 2000–2002 W210 E 240
- 2003–2005 W211 E 240
- 2002–2005 C209 CLK 240

## E28
Le E28 est une version de 2,8L (2 799 cc) du M112. L'alésage et la course sont de 89,9 mm x 73,5 mm. Il produit 204 ch (W220 S280, R129 SL280 et W210 E280) ou 197 ch (W202 C280) à 5 700 tr/min et 270 Nm de couple entre 3 000 et 5 000 tr/min. Le taux de compression est de 10,0:1,.
Applications:
- 1998–2000 W202 C 280
- 1998–2006 W220 S 280
- 1998–2001 R129 SL 280
- 1998–2002 W210 E 280

## E32
Le E32 est une version de 3,2L (3 199 cc) du M112. L'alésage reste à 89,9 mm mais la course est à 84 mm. La puissance est de 215 à 224 ch ECE à 5 700 tr/min (selon les modèles) avec 315 Nm de couple de 3 000 à 4 800 tr/min. Le taux de compression est de 10,0:1. Les bielles sont en en acier forgé,.
Applications:
- 2000–2005 C 320
- 1998–2005 E 320
- 1997–2006 G 320
- 1998–2002 S 320
- 1998–2003 ML 320
- 2000–2003 SLK 320
- 1998–2005 CLK 320
- 2003–2015 Viano 3.0/Vito 119 (W639)
- 2004–2008 Chrysler Crossfire

## E 32 ML

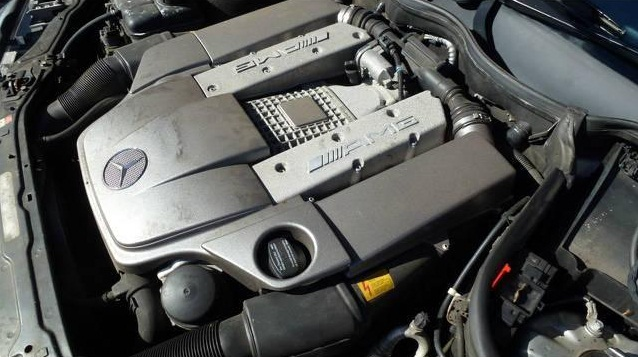
Moteur Mercedes-AMG C32/SLK32 suralimenté

Le E 32 ML est une version spéciale du 3,2L, équipée d'un compresseur hélicoïdal à double vis. Le compresseur a été développé en collaboration avec IHI et comprend des rotors revêtus de téflon produisant une augmentation globale de 1.0 bar (14,5 psi). Un refroidisseur intermédiaire eau-air fabriqué par Garrett est installé sous le compresseur à l'intérieur du V, avec un échangeur de chaleur de 0,8L monté sous le pare-chocs géré par une pompe à eau électrique. Le moteur génère 354 ch à 6 100 tr/min et 450 Nm de couple de 3 000 à 4 600 tr/min. Le taux de compression est de 9,0:1,.
Applications:
- 2001–2003 C 32 AMG
- 2001–2003 SLK 32 AMG
- 2002 A 32K AMG
- 2005–2006 Chrysler Crossfire SRT-6

## E37
Le E37 est une version de 3,7L (3 724 cc) du M112. La puissance est de 235 à 245 ch à 5 750 tr/min et le couple est de 344 Nm de 3 000 à 4 500 tr/min. Le taux de compression est de 10,0:1,.
Applications:
- 2003–2005 ML 350
- 2003–2006 S 350
- 2003–2006 SL 350
- 2004–2008 V 350